# Kościół św. Wincentego i Anastazego w Starej Słupi
Kościół św. Wincentego i Anastazego – kościół rzymskokatolicki, który znajdował się w miejscowości Stara Słupia, w województwie świętokrzyskim. Zniszczony podczas pożaru w 1797 roku.

## Historia
Data powstania kościoła nie jest znana, najczęściej podaje się I poł. XIII w., choć nie jest wykluczone, że świątynia powstała w II poł. XII w. Z pewnością był to jeden z najstarszych wiejskich kościołów w ziemi sandomierskiej. Prawdopodobnie w trakcie najazdu Tatarów na ziemię świętokrzyską, w latach 1259–1260, kościół został zniszczony, a następnie odbudowany. Pierwsze wzmianki o świątyni pojawiają się w rejestrach świętopietrza z lat 1325–1327, w których przewija się również imię miejscowego plebana – Przybysława.
Wraz z końcem XIV w. świątynia traciła na znaczeniu. W sąsiedniej miejscowości, Nowej Słupi, wybudowano wówczas nowy kościół, który stopniowo przejmował funkcję starosłupskiej świątyni. W dokumencie datowanym na 1431 rok odnotowano plebana o imieniu Jan, proboszcza w obydwu Słupiach. Późniejsze źródła także wskazują na jednego zarządcę obydwu kościołów. Z dokumentu wizytacji parafii z 1597 roku wynika, że zarządzał nimi ks. kanonik Uszyński, jednakże przy kościele w Starej Słupi rezydował wikariusz Jan Słupski. Do kościoła przynależały wówczas następujące miejscowości: Stara Słupia, Cząstków, Pokrzywianka, Konin, Skoszyn, Jeleniów, Podleszany oraz Wałsnów. 17 sierpnia 1677 roku kościół został konsekrowany przez sufragana krakowskiego, bpa Mikołaja Oborskiego, co wskazuje, że świątynia była wcześniej odbudowana lub przeszła gruntowny remont. Kościół spłonął w 1797 roku, o czym informuje postument, znajdujący się na placu, na którym kiedyś stała świątynia.

## Architektura
Niestety w obecnie dostępnych źródłach nie zachował się opis kościoła. Była to budowla drewniana, jednonawowa, zaś data jej powstania wskazuje, że reprezentowała styl romański. Na podstawie archiwaliów z pewnością można stwierdzić, że XVI wieku przy kościele znajdowały się: dzwonnica, wikariat oraz zrujnowana plebania. Wnętrze kościoła z biegiem lat ulegało przeobrażeniom o czym świadczą liczba oraz nazwy ołtarzy, w 1655 roku było ich cztery, a więc główny – murowany, św. Wincentego i trzy inne: Najświętszej Marii Panny, św. Anny oraz św. Macieja, w 1738 roku nie było ołtarza św. Macieja, zaś w 1747 roku nie odnotowano ołtarza św. Anny, w jego miejsce pojawił się ołtarz NMP Śnieżnej.